# Paycheck
Paycheck är en novell av den amerikanske science fiction-författaren Philip K. Dick. I novellen behandlar författaren tidsresor och alternativa framtider, ett återkommande tema i hans verk. Paycheck, som publicerades första gången 1953, innehåller också viss samhällskritik. Handlingen utspelar sig i en framtida polisstat där regeringen och storföretagen delar på makten. 
Filmen Paycheck som baseras på novellen hade premiär år 2003.

## Handling
Jennings har avslutat ett uppdrag för Rethrick Construction och väntar sig att få en stor summa pengar i lön. Han vet inte vad han har arbetat med, eftersom avtalet innebar att han fått sitt minne av de senaste två åren raderat. Det visar sig att han avstått från lönen i utbyte mot sju föremål: en nyckel, en del av en biljett, ett inlämningskvitto för ett paket, en bit metalltråd, en halv pokermarker, ett remsa grönt tyg och en busspollett. 
När Jennings lämnar kontoret blir han gripen av säkerhetspolisen som förhör honom om Rethrick Construction. Han använder metalltråden och busspolletten för att fly och förstår att föremålen har ett syfte. Han vet bara inte vad.
Resten av biljetten leder honom till Stuartsville i Iowa där han får höra om en hemlighetsfull anläggning utanför staden. Jennings förstår att detta är det ställe där han har arbetat de senaste två åren. Han återvänder till New York där han träffar Kelly, receptionisten som gav honom de sju föremålen. Han förklarar för henne att Rethrick Construction måste ha utvecklat en tidsskopa som kan se in i framtiden och hämta små föremål. Han förklarar också att han tänker ta sig in i fabriken och samla bevis för deras verksamhet så att han kan utpressa Rethrick, företagets ägare, att ta honom tillbaka. Han räknar med att det är det enda sättet att skydda sig själv från säkerhetspolisen. Kelly går med på att hjälpa honom att förvara bevisen och att hjälpa honom ta kontakt med Rethrick.
Jennings lyckas lura sig in i fabriken genom att smyga sig in i en grupp arbetare som bär gröna tygband runt armen. Inne i fabriken blir han upptäckt och måste fly, men hittar tidsskopan och kan samla på sig papper och andra bevis. Nyckeln han fått öppnar en dörr som låter honom lämna fabriken. Därefter lämnar han alla bevis till Kelly.
Under natten blir han nästan tagen av polisen men räddas av att den halva pokermarkern är en inträdesbiljett till en spelhåla där han kan gömma sig. Dagen efter, när han träffar Rethrick får han veta att målet för Rethrick Construction är att störta regeringen. Han får också veta att Kelly är Rethricks dotter och att hon har gömt undan bevisen i syftet att lämna över dem till sin far. Rethrick tänker bara släppa in Jennings i företaget på samma villkor som tidigare. Jennings kommer då på att det sista föremålet, paketkvittot, talar om var bevisen finns. När Kelly som inte tror honom visar upp att det är hon som har kvittot dyker tidsskopan upp och tar kvittot ur hennes hand tillbaka till det förflutna. Jennings har vunnit en plats i företaget.